# Challenger de Concepción 2023
El torneo Challenger de Concepción 2023, denominado por razones de patrocinio Challenger Dove Men+Care Concepción fue un torneo de tenis perteneció al ATP Challenger Tour 2023 en la categoría Challenger 100. Se trató de la 3ª edición; el torneo tuvo lugar en la ciudad de Concepción (Chile), desde el 23 hasta el 29 de enero de 2023 sobre pista de tierra batida al aire libre.

## Jugadores participantes del cuadro de individuales
| Favorito | País                  | Jugador               | Rank1 | Posición en el torneo |
| -------- | --------------------- | --------------------- | ----- | --------------------- |
| 1        | Bandera de Argentina  | Federico Coria        | 76    | CAMPEÓN               |
| 2        | Bandera de Chile      | Alejandro Tabilo      | 102   | Cuartos de final      |
| 3        | Bandera de Perú       | Juan Pablo Varillas   | 103   | Segunda ronda         |
| 4        | Bandera de Argentina  | Juan Manuel Cerúndolo | 126   | Cuartos de final      |
| 5        | Bandera de Argentina  | Camilo Ugo Carabelli  | 127   | Segunda ronda         |
| 6        | Bandera de Bolivia    | Hugo Dellien          | 131   | Semifinales           |
| 7        | Bandera de Argentina  | Federico Delbonis     | 136   | Cuartos de final      |
| 8        | Bandera de Kazajistán | Timofey Skatov        | 144   | FINAL                 |

- 1 Se ha tomado en cuenta el ranking del 16 de enero de 2023.

### Otros participantes
Los siguientes jugadores recibieron una invitación (wild card), por lo tanto ingresan directamente al cuadro principal (WC):
- Guido Andreozzi
- Gonzalo Lama
- Matías Soto

Los siguientes jugadores ingresan al cuadro principal tras disputar el cuadro clasificatorio (Q):
- Pedro Boscardin Dias
- Hernán Casanova
- Daniel Dutra da Silva
- João Lucas Reis da Silva
- Oriol Roca Batalla
- Juan Bautista Torres

## Campeones

### Individual Masculino
- Federico Coria derrotó en la final a  Timofey Skatov, 6–4, 6–3

### Dobles Masculino
- Guido Andreozzi /  Guillermo Durán derrotaron en la final a  Luciano Darderi /  Oleg Prihodko, 7–6(1), 6–7(3), [10–7]